# رودبالان
رودبالان یا پروانگان فلزنشان (به لاتین: Riodinidae) نام خانواده‌ای از پروانه‌ها است. حدود هزار گونه از پروانه‌های فلزنشان در جهان وجود دارد. اگر چه پراکنش آن‌ها در مناطق نوگرمسیری است، این خانواده در مناطق نوشمالگانی و بر قدیم نیز یافت می‌شود.

## ریشه‌شناسی نام
کلمه Riodinidae از کلمات یونانی "rheos" به معنای "جریان" و "odine" به معنای "برآمدگی دندان مانند" گرفته شده‌است. به الگوی خطوط و لکه‌هایی بر روی بال برخی از گونه‌های این خانواده اشاره دارد که شبیه جریان آب یا رود است. این خانواده از پروانه‌ها به دلیل درخشندگی فلزی که اغلب روی بال‌هایشان وجود دارد، معمولاً به عنوان علامت‌های فلزی شناخته می‌شوند.

## برخی سرده‌ها
- فلزنقشیان هرماثنا